# 米薩帕塔山 (卡巴納區)
14°24′49″S 74°10′14″W / 14.41361°S 74.17056°W
米薩帕塔山（Misapata），是秘魯的山峰，位於該國中南部阿亞庫喬大區，由盧卡納斯省的卡巴納區負責管轄，屬於安地斯山脈的一部分，海拔高度4,400米。